# Houssine Kharja
Houssine Kharja  (arabisch حسين خرجة Husain Chardscha, DMG Ḥusain Ḫarǧa; * 9. November 1982 in Poissy, Frankreich) ist ein ehemaliger marokkanischer Fußballspieler. 

## Im Verein
Kharja wechselte zur Saison 2001/02 in die italienische Serie B zu Ternana Calcio, wo er insgesamt er vier Spielzeiten verbrachte, bevor er zur Saison 2005/06 in die Serie A zum AS Rom wechselte. Dort kam er nur gelegentlich zum Einsatz, unter anderem, als er am 20. Oktober 2005 anlässlich des UEFA-Cup-Gruppenspiels gegen den norwegischen Club Tromsø IL im Fußball-Europapokalwettbewerb debütierte. Zur nächsten Saison kehrte er zum Ternana Calcio zurück. Nachdem er 2007 für ein halbes Jahr zu Piacenza Calcio wechselte, spielte er von 2008 an für den AC Siena, wo er sich als Stammspieler etablierte. Im Sommer 2009 wechselte er zum CFC Genua.
Nachdem er im Winter 2011 – zunächst als Leihe mit einer anschließenden Kaufoption – zu Ligakonkurrent Inter Mailand wechselte, erzielte er am 3. Februar 2011 bei seinem zweiten Einsatz für den neuen Verein bei einem 3:0-Sieg über den AS Bari das 1:0.
Im Trikot von Inter Mailand gab Kharja auch sein Debüt in der UEFA Champions League. Am 23. Februar 2011 wurde er im Achtelfinalrückspiel, gegen den deutschen Rekordmeister FC Bayern München, in der 73. Minute für Andrea Ranocchia eingewechselt. Inter verlor das Spiel mit 0:1.

## Erfolge/Titel
- Afrika-Cup: 2. Platz 2004
- Italienischer Pokal: 2011